# Fürstentum Nowgorod-Sewerski

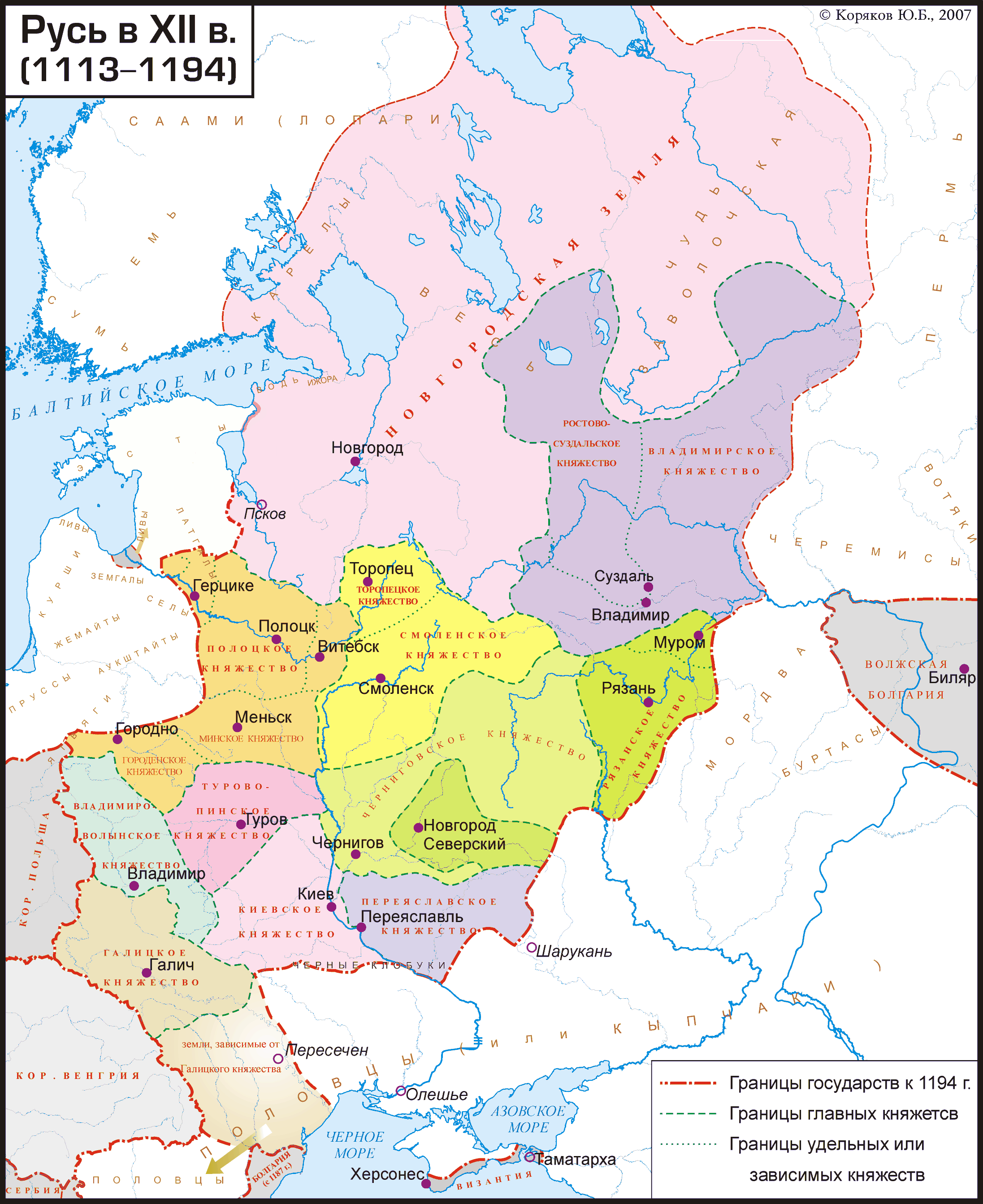
Das Fürstentum Nowgorod-Sewerski im 12. Jahrhundert (dunkelgrün, links)

Das Fürstentum Nowgorod-Sewerski (russisch Новгород-Северское княжество, Nowgorod-Sewerskoje knjaschestwo) war ein russisches Teilfürstentum mit der Hauptstadt Nowgorod-Sewerski, das zwischen 1093 und 1523 existierte. Es umfasste die historische Region Sewerien an der mittleren Desna. Zu den wichtigen Städten des Fürstentums gehörten Rylsk, Trubtschewsk, Putiwl und Kursk.

## Geschichte
Das Fürstentum löste sich 1097 als ein eigenständiges Herrschaftsgebiet aus dem Fürstentum Tschernigow heraus. Während der mongolischen Invasion der Rus wurde es weitgehend zerstört. An der Schwelle zum 14. Jahrhundert wurden die Teilfürsten von Putiwl von den Mongolen zwischenzeitlich mit der Herrschaft in Kiew betraut. Mit der Landnahme des Großfürstentums Litauen war eine erneute Phase der Prosperität verbunden. 1478 unterwarf sich das Fürstentum neben anderen dem Moskauer Großfürsten Iwan III., der sich in jenem Jahr erstmals „Zar“ nannte. 1523 berief der Moskauer Großfürst Wassili III. den Fürsten von Sewerien zu sich. Nachdem der Großfürst den Fürsten erst freundlich empfangen hatte, ließ er ihn am dritten Tag ins Gefängnis werfen. Das Fürstentum Nowgorod-Sewerski wurde aufgelöst und als das letzte noch autonome Teilfürstentum komplett ins zentralisierte Russische Reich integriert.

## Fürsten von Nowgorod-Sewerski

### Kiewer Rus
- Swjatoslaw Olgowitsch (1146–1157)
- Swjatoslaw Wsewolodowitsch (1157–1164)
- Oleg Swjatoslawitsch (1164–1180)
- Igor Swjatoslawitsch (1180–1198) → siehe auch Igorlied bzw. die Oper Fürst Igor
- Wladimir Igorewitsch (1198–1206)
- Oleg Igorewitsch (1206–)
- Isjaslaw Wladimirowitsch (–1239)

### Großfürstentum Litauen
- Kaributas (1386–1392)
- Švitrigaila (1404–1408)
- Švitrigaila (1420–1438)
- Iwan Dmitrijewitsch Schemjakin (1454–1471)

### Russisches Reich
- Wassili Iwanowitsch Schemjatschitsch (1471–1523)